# KRVS
KRVS, également connue sous le nom de Radio Acadie, est une station de radio publique américaine basée à Lafayette, ville de l'État de Louisiane. Propriété de l'Université de Louisiane à Lafayette, elle est affiliée aux réseaux NPR, APM et PRI, et diffuse des émissions en langue anglaise et en langue française sur la fréquence 88,7 FM.

## Histoire
KRVS est fondée en 1963 au sein de l'Université de Louisiane à Lafayette. Radio étudiante gérée et animée par les élèves en études de radio et de télévision, son émetteur, d'une puissance de seulement 10 watts, a une portée de quelques pâtés de maisons. Le nom de la radio, et notamment les trois dernières lettres de l'indicatif, sont les initiales de « Radio Voice of Southwestern », la première lettre K étant par convention réservée aux stations de certaines régions géographiques des États-Unis. Par coïncidence, ces lettres servent aussi comme un dispositif mnémonique pour le mot "écrevisse."
Au début des années 1980, alors que les radios publiques se développent aux États-Unis, l'université fait un don à la radio, permettant à celle-ci d'acquérir un émetteur de 100 000 watts.

## Programmation

### Émissions en français
- Bonjour Louisiane, émission matinale présentée par Colby LeJeune musique acadienne en français ; diffusée les jours de semaine de 5 à 7 h ;
- Bal de dimanche après-midi, émission de musique acadienne, présentée par Nonc Jules Guidry ; diffusée le dimanche de 12 h 30 à 15 h depuis 1983 ;
- Francomix, émission d'entretiens et de musique consacrée à la musique francophone, présentée par Val Broussard Boston ; diffusée mardi et jeudi ;
- Rendez-vous des Cajuns, animée par Barry Jean Ancelet, diffusée chaque samedi en soirée, en direct du Liberty Theater à Eunice.

## Événements
La radio participe aux deux festivals que sont le Festival international de Louisiane et le Festival acadien et créole.